# FIBA European Championship 1991-1992
Il FIBA Euro League 1991-1992 (o Coppa dei Campioni 1991-1992) venne vinto dagli jugoslavi del Partizan di Belgrado, al primo successo della loro storia nella manifestazione.
Rispetto alle edizioni precedenti la competizione cambia formula: oltre ai campioni nazionali partecipa la società detentrice, per i maggiori campionati (Jugoslavia, Spagna e Italia) anche la seconda classificata e per le nazioni che avevano avuto una rappresentante nelle precedenti semifinali un'ulteriore società (nel primo anno italiana, spagnola, jugoslava e israeliana) 
.

## Risultati

### Primo turno
| Squadra 1             | Totale  | Squadra 2              | Andata | Ritorno |
| --------------------- | ------- | ---------------------- | ------ | ------- |
| UKJ Möllersdorf       | 156-213 | Racing Basket Mechelen | 78-107 | 80-106  |
| Pezoporikos           | 175-174 | USK Praga              | 92-88  | 83-86   |
| Partizani Tirana      | 146-208 | Aris Salonicco         | 79-98  | 67-110  |
| Maccabi Rishon LeZion | 213-157 | Steaua Bucarest        | 111-78 | 102-79  |
| Hiefenech             | 161-182 | Vevey                  | 84-84  | 77-98   |

### Sedicesimi di finale
| Squadra 1              | Totale  | Squadra 2         | Andata | Ritorno |
| ---------------------- | ------- | ----------------- | ------ | ------- |
| Racing Basket Mechelen | 175-150 | Kingston Kings    | 86-76  | 89-74   |
| Pezoporikos            | 162-233 | Virtus Bologna    | 88-109 | 74-124  |
| Śląsk Wrocław          | 162-181 | Aris Salonicco    | 74-75  | 88-106  |
| Maccabi Rishon LeZion  | 144-148 | Den Helder        | 89-75  | 55-73   |
| Vevey                  | 163-199 | Kalev             | 81-86  | 82-113  |
| Södertälje             | 154-195 | Estudiantes       | 76-98  | 78-97   |
| KTP-Basket             | 154-211 | Milano            | 84-105 | 70-106  |
| Fenerbahçe             | 123-174 | Barcellona        | 73-79  | 50-95   |
| Szolnoki Olaj          | 137-181 | Partizan Belgrado | 65-92  | 72-89   |
| CSKA Sofia             | 140-235 | Bayer Leverkusen  | 77-132 | 63-103  |
| UMF Njarðvíkur         | 150-208 | Cibona            | 76-111 | 74-97   |
| SL Benfica             | 163-164 | Antibes           | 89-76  | 74-88   |

### Ottavi di finale

#### Gruppo A
|    | Squadra          | P  | G  | V  | P  | PF   | PS   | Diff |
| -- | ---------------- | -- | -- | -- | -- | ---- | ---- | ---- |
| 1. | Virtus Bologna   | 24 | 14 | 10 | 4  | 1229 | 1148 | +81  |
| 2. | Barcellona       | 24 | 14 | 10 | 4  | 1205 | 1129 | +76  |
| 3. | Maccabi Tel Aviv | 24 | 14 | 10 | 4  | 1311 | 1254 | +47  |
| 4. | Cibona           | 23 | 14 | 9  | 5  | 1287 | 1232 | -55  |
| 5. | Split            | 21 | 14 | 7  | 7  | 1271 | 1270 | +1   |
| 6. | Antibes          | 18 | 14 | 4  | 10 | 1291 | 1385 | -94  |
| 7. | Kalev            | 17 | 14 | 3  | 11 | 1281 | 1354 | -73  |
| 8. | Caserta          | 17 | 14 | 3  | 11 | 1185 | 1288 | -103 |

#### Gruppo B
|    | Squadra                | P  | G  | V  | P  | PF   | PS   | Diff |
| -- | ---------------------- | -- | -- | -- | -- | ---- | ---- | ---- |
| 1. | Joventut Badalona      | 25 | 14 | 11 | 3  | 1276 | 1114 | +162 |
| 2. | Estudiantes            | 24 | 14 | 10 | 4  | 1145 | 1096 | +48  |
| 3. | Milano                 | 24 | 14 | 10 | 4  | 1264 | 1161 | +103 |
| 4. | Partizan Belgrado      | 23 | 14 | 9  | 5  | 1178 | 1077 | +101 |
| 5. | Bayer Leverkusen       | 21 | 14 | 7  | 7  | 1217 | 1154 | +63  |
| 6. | Racing Basket Mechelen | 18 | 14 | 4  | 10 | 1112 | 1230 | -118 |
| 7. | Aris Salonicco         | 17 | 14 | 3  | 11 | 1139 | 1359 | -220 |
| 8. | Den Helder             | 16 | 14 | 2  | 12 | 1050 | 1190 | -140 |

### Quarti di finale
| Squadra 1         | Totale | Squadra 2         | Gara 1 | Gara 2 | Gara 3 |
| ----------------- | ------ | ----------------- | ------ | ------ | ------ |
| Partizan Belgrado | 2-1    | Virtus Bologna    | 78-65  | 60-61  | 69-65  |
| Milano            | 2-0    | Barcellona        | 80-79  | 86-71  |        |
| Cibona            | 0-2    | Joventut Badalona | 68-73  | 67-92  |        |
| Maccabi Tel Aviv  | 1-2    | Estudiantes       | 98-97  | 74-98  | 54-55  |

### Final four
La Final four è stata organizzata presso la Abdi İpekçi Arena di Istanbul, dal 14 al 16 aprile 1992.
|  | Semifinali        | Semifinali        | Semifinali        |                   |          | Finale          | Finale          | Finale          |  |
|  |                   |                   |                   |                   |          |                 |                 |                 |  |
|  | Partizan          | Partizan          | 82                |                   |          |                 |                 |                 |  |
|  | Partizan          | Partizan          | 82                |                   |          |                 |                 |                 |  |
|  | Olimpia Milano    | Olimpia Milano    | 75                |                   |          |                 |                 |                 |  |
|  | Olimpia Milano    | Olimpia Milano    | 75                |                   | Partizan | Partizan        | 71              |                 |  |
|  |                   |                   |                   |                   | Partizan | Partizan        | 71              |                 |  |
|  |                   |                   | Joventut Badalona | Joventut Badalona | 70       |                 |                 |                 |  |
|  | Joventut Badalona | Joventut Badalona | Joventut Badalona | Joventut Badalona | 70       | 91              |                 |                 |  |
|  | Joventut Badalona | Joventut Badalona |                   |                   |          | 91              |                 |                 |  |
|  | Estudiantes       | Estudiantes       | 69                |                   |          | Finale 3º posto | Finale 3º posto | Finale 3º posto |  |
|  | Estudiantes       | Estudiantes       | 69                |                   |          |                 |                 |                 |  |
|  |                   |                   |                   |                   |          |                 |                 |                 |  |
|  |                   |                   |                   |                   |          | Olimpia Milano  | Olimpia Milano  | 99              |  |
|  |                   |                   |                   |                   |          | Olimpia Milano  | Olimpia Milano  | 99              |  |
|  |                   |                   |                   |                   |          | Estudiantes     | Estudiantes     | 81              |  |

#### Semifinali

##### Partizan - Philips Milano
| Istanbul 14 aprile 1992, ore 19:00 Semifinale | Partizan   | 82 – 75 (31-35) referto      | Olimpia Milano | Abdi İpekçi Arena (8 000 spett.) |
| \| \| \| \| \| Danilović 22 Đorđević 21 Koprivica 14 \| Punti \| 21 Dawkins 19 Rogers 14 Riva \| \| Danilović 3 \| Assist \| 6 Montecchi \| \| Danilović 10 \| Rimbalzi \| 19 Dawkins \| \| Željko Obradović \| Allenatori \| Mike D'Antoni \| |            |                              |                |                                  |
| |            |                              |                |                                  |
| Danilović 22 Đorđević 21 Koprivica 14 | Punti      | 21 Dawkins 19 Rogers 14 Riva |                |                                  |
| Danilović 3 | Assist     | 6 Montecchi                  |                |                                  |
| Danilović 10 | Rimbalzi   | 19 Dawkins                   |                |                                  |
| Željko Obradović | Allenatori | Mike D'Antoni                |                |                                  |

##### Montigalà Joventut - Estudiantes Caja Postal
| Istanbul 14 aprile 1992, ore 21:00 Semifinale | Joventut Badalona | 91 – 69 (51-36) referto        | Estudiantes | Abdi İpekçi Arena (8 000 spett.) |
| \| \| \| \| \| Villacampa 28 Jofresa 16 Pressley 13 \| Punti \| 18 Pinone 15 Winslow 14 Azofra \| \| Pressley 3 \| Assist \| 3 Azofra \| \| Ruf 10 \| Rimbalzi \| 10 Winslow \| \| Lolo Sainz \| Allenatori \| Miguel Ángel Martín \| |                   |                                |             |                                  |
| |                   |                                |             |                                  |
| Villacampa 28 Jofresa 16 Pressley 13 | Punti             | 18 Pinone 15 Winslow 14 Azofra |             |                                  |
| Pressley 3 | Assist            | 3 Azofra                       |             |                                  |
| Ruf 10 | Rimbalzi          | 10 Winslow                     |             |                                  |
| Lolo Sainz | Allenatori        | Miguel Ángel Martín            |             |                                  |

#### Finale 3º/4º posto
| Istanbul 16 aprile 1992, ore 19:00 Finale 3º/4º posto | Estudiantes | 81 – 99 (41-57) referto                 | Olimpia Milano | Abdi İpekçi Arena (12 000 spett.) |
| \| \| \| \| \| Winslow 21 Herreros 16 Reyes 13 \| Punti \| 20 Rogers 18 Dawkins, Riva 11 Montecchi \| \| Azofra, Martínez Martínez, Pinone 4 \| Assist \| 7 Pittis \| \| Winslow 9 \| Rimbalzi \| 9 Dawkins \| \| Miguel Ángel Martín \| Allenatori \| Mike D'Antoni \| |             |                                         |                |                                   |
| |             |                                         |                |                                   |
| Winslow 21 Herreros 16 Reyes 13 | Punti       | 20 Rogers 18 Dawkins, Riva 11 Montecchi |                |                                   |
| Azofra, Martínez Martínez, Pinone 4 | Assist      | 7 Pittis                                |                |                                   |
| Winslow 9 | Rimbalzi    | 9 Dawkins                               |                |                                   |
| Miguel Ángel Martín | Allenatori  | Mike D'Antoni                           |                |                                   |

#### Finale
| Istanbul 14 aprile 1992, ore 21:00 Finale | Joventut Badalona | 70 – 71 (34-40) referto               | Partizan | Abdi İpekçi Arena (12 000 spett.) |
| \| \| \| \| \| Pressley 20 T. Jofresa 18 Villacampa 13 \| Punti \| 25 Danilović 23 Đorđević 6 Stevanović \| \| R. Jofresa, Thompson 2 \| Assist \| 3 Đorđević \| \| Morales, Pressley 9 \| Rimbalzi \| 5 Danilović, Dragutinović \| \| Lolo Sainz \| Allenatori \| Željko Obradović \| |                   |                                       |          |                                   |
| |                   |                                       |          |                                   |
| Pressley 20 T. Jofresa 18 Villacampa 13 | Punti             | 25 Danilović 23 Đorđević 6 Stevanović |          |                                   |
| R. Jofresa, Thompson 2 | Assist            | 3 Đorđević                            |          |                                   |
| Morales, Pressley 9 | Rimbalzi          | 5 Danilović, Dragutinović             |          |                                   |
| Lolo Sainz | Allenatori        | Željko Obradović                      |          |                                   |

| Quintetto titolare | Quintetto titolare | Quintetto titolare   | Pt | Rim | Ass |
| ------------------ | ------------------ | -------------------- | -- | --- | --- |
| P                  | 5                  | Rafael Jofresa       | 8  | 1   | 2   |
| G                  | 8                  | Jordi Villacampa     | 13 | 4   | 1   |
| AP                 | 11                 | Harold Pressley      | 20 | 9   | 1   |
| AG                 | 10                 | Corny Thompson       | 5  | 8   | 2   |
| C                  | 12                 | Juan Antonio Morales | 6  | 9   | 1   |
| Panchina:          |                    |                      |    |     |     |
| C                  | 4                  | Carlos Ruf           | 0  | 1   | 0   |
| P                  | 6                  | Tomás Jofresa        | 18 | 6   | 1   |
| AP                 | 9                  | Jordi Pardo          | 0  | 0   | 0   |
| Allenatore:        |                    |                      |    |     |     |
| Lolo Sainz         |                    |                      |    |     |     |

| Joventut Badalona |  | Partizan |

| Joventut Badalona | Statistiche        | Partizan      |
| ----------------- | ------------------ | ------------- |
|                   | Statistiche        |               |
| 18/43 (41.9%)     | Tiro da 2          | 17/41 (41.5%) |
| 6/11 (54.5%)      | Tiro da 3          | 8/17 (47.1%)  |
| 16/25 (64.0%)     | Tiri liberi        | 13/15 (86.7%) |
| 16                | Rimbalzi offensivi | 7             |
| 22                | Rimbalzi difensivi | 20            |
| 38                | Rimbalzi totali    | 27            |
| 8                 | Assist             | 8             |
| 15                | Palle perse        | 12            |
| 10                | Palle rubate       | 7             |
| 0                 | Stoppate           | 0             |
| 20                | Falli              | 29            |

| Vincitrice FIBA European Championship 1991-1992 |
| ----------------------------------------------- |
| Partizan 1º titolo                              |

| Quintetto titolare | Quintetto titolare | Quintetto titolare    | Pt | Rim | Ass |
| ------------------ | ------------------ | --------------------- | -- | --- | --- |
| P                  | 4                  | Aleksandar Đorđević   | 23 | 2   | 3   |
| GA                 | 5                  | Predrag Danilović     | 25 | 5   | 0   |
| AP                 | 15                 | Ivo Nakić             | 5  | 1   | 0   |
| C                  | 8                  | Zoran Stevanović      | 6  | 4   | 1   |
| AG                 | 13                 | Slaviša Koprivica     | 4  | 4   | 1   |
| Panchina:          |                    |                       |    |     |     |
| AP                 | 6                  | Nikola Lončar         | 2  | 1   | 0   |
| C                  | 7                  | Mlađan Šilobad        | 4  | 3   | 1   |
| C                  | 11                 | Željko Rebrača        | 0  | 2   | 0   |
| P                  | 14                 | Vladimir Dragutinović | 2  | 5   | 2   |
| Allenatore:        |                    |                       |    |     |     |
| Željko Obradović   |                    |                       |    |     |     |

## Formazione vincitrice
| N° | Naz.                  | Ruolo | Sportivo              |  | Alt. |  |
| -- | --------------------- | ----- | --------------------- |  | ---- |  |
| 4  | Jugoslavia (bandiera) | P     | Aleksandar Đorđević   |  | 188  |  |
| 5  | Jugoslavia (bandiera) | G     | Predrag Danilović     |  | 198  |  |
| 6  | Jugoslavia (bandiera) | AP    | Nikola Lončar         |  | 198  |  |
| 7  | Jugoslavia (bandiera) | P     | Igor Perović          |  | 190  |  |
| 8  | Jugoslavia (bandiera) | C     | Zoran Stevanović      |  | 207  |  |
| 9  | Jugoslavia (bandiera) | AG    | Igor Mihajlovski      |  | 205  |  |
| 10 | Jugoslavia (bandiera) | AP    | Dragiša Šarić         |  | 202  |  |
| 11 | Jugoslavia (bandiera) | C     | Željko Rebrača        |  | 213  |  |
| 12 | Jugoslavia (bandiera) | AG    | Mlađan Šilobad        |  | 208  |  |
| 13 | Jugoslavia (bandiera) | AG    | Slaviša Koprivica     |  | 205  |  |
| 14 | Jugoslavia (bandiera) | P     | Vladimir Dragutinović |  | 192  |  |
| 15 | Jugoslavia (bandiera) | AP    | Ivo Nakić             |  | 200  |  |
| 16 | Jugoslavia (bandiera) | AG    | Branko Sinđelić       |  | 204  |  |
|    | Jugoslavia (bandiera) | All.  | Željko Obradović      |  |      |  |